# リチャード・コヴィー
リチャード・コヴィー(Richard Oswalt Covey、1946年8月1日-)は、アメリカ空軍の軍人、アメリカ航空宇宙局(NASA)の宇宙飛行士である。

## 生い立ち
1946年8月1日にアーカンソー州フェイエットビルで生まれたが、フロリダ州フォートウォルトンビーチを自身の故郷と考えている。1964年にフロリダ州シャリマーのChoctawhatchee高校を卒業し、1968年には空軍士官学校で宇宙飛行工学を専攻し、工学の学士号を得た。1969年にはパーデュー大学で宇宙飛行工学の修士号を得た。

## 軍でのキャリア
空軍では、1970年から1974年まで、F-100、A-37、A-7等の戦闘機パイロットを務めた。2度の東南アジア遠征で339回の出撃を経験した。1975年から1978年までは、フロリダ州のエグリン空軍基地でF-4とA-7Dのテストパイロットを務め、またF-15の電子戦の試験にも加わった。
30以上の異なる機体で、5,700時間以上の飛行経験を持つ。

## NASAでのキャリア
1978年1月にNASAの宇宙飛行士候補に選ばれ、1979年8月に宇宙飛行士になった。1985年のSTS-51-I、1988年のSTS-26、1990年のSTS-38、1993年のSTS-61と4度の宇宙飛行を経験し、646時間以上を宇宙で過ごした。一緒に選ばれた同期（the 1978 NASA Group 8）の中では、最も遅く宇宙に行った。
初飛行の前、彼はオービタの技術的な開発と試験に携わっていた。スペースシャトルの2度目と3度目の飛行の際には、追跡機T-38のパイロットを務め、また初の運用ミッションとなったSTS-5では乗組員のサポートを務めた。さらに、STS-5、STS-6、STS-61-B、STS-51-Lでは、宇宙船通信担当官を務めた（チャレンジャー爆発事故の直前に発せられた"Challenger, go at throttle up"という言葉は、彼の声である）。1989年には、NASAの宇宙飛行安全パネルの議長を務めた。また、宇宙飛行士室の副チーフも務めた。

### 宇宙飛行
最初のミッションは1985年8月27日にフロリダ州ケネディ宇宙センターからディスカバリーが打ち上げられたSTS-51-Iで、パイロットを務めた。7日間のミッションで、アメリカ海軍のSYNCOM IV-4、オーストラリアのAUSSAT、アメリカ移動体衛星のASC-1という3つの通信衛星を展開した。また、この飛行では、質量6.8tのSYNCOM IV-3とのランデブーと修理に成功している。この修理の際には、宇宙遊泳により初めて手で衛星をつかみ、また手で衛星を展開している。ミッション期間は170時間で、地球を112収支、1985年9月3日にエドワーズ空軍基地に着陸した。
次の宇宙飛行はSTS-26で、チャレンジャー爆発事故後、初のミッションとなった。1988年9月29日にケネディ宇宙センターからディスカバリーが打ち上げられた。97時間のミッションで、TDRS-C衛星と、2つの学生実験を含む11個の2次ペイロードを展開した。地球を64周し、1988年10月3日にエドワーズ空軍基地に着陸した。
STS-38では5人の乗組員の船長を務め、1990年11月15日の夜間にフロリダ州のケネディ宇宙センターから打ち上げられた。5日間のミッションで、国防総省のミッションの運用を行った。117時間で地球を80周し、1990年11月20日にコヴィーはケネディ宇宙センターの滑走路にアトランティスを着陸させた。これは、1985年以来のフロリダ州へのスペースシャトルの着陸となった。
4度目の宇宙飛行では、STS-61でエンデバーの7人の乗組員の船長を務めた。STS-61は、1993年12月2日にフロリダ州のケネディ宇宙センターから打ち上げられた。11日間のミッションで、4人の乗組員が新記録となる5回の宇宙遊泳を行い、ハッブル宇宙望遠鏡を捕捉、修理した。地球を163周し、1993年12月13日の夜間にケネディ宇宙センターの滑走路に着陸した。

### NASA以降のキャリア
1994年8月1日、コヴィーはNASAとアメリカ空軍を退職した。既婚であり、2人の娘を育てた。2003年のコロンビア号分解事故後、トーマス・スタッフォードとともに、スペースシャトルを再び宇宙に戻すためのスタッフォード-コヴィー委員会をリードした。コヴィーは1960年にイーグルスカウトに選ばれていたが、2005年にボーイスカウトアメリカ連盟からDistinguished Eagle Scout Awardを受賞した。また、同年にはNational Eagle Scout Associationの機関紙Eagletterにも特集された。2006年1月には、ユナイテッド・スペース・アライアンスのCOOに選ばれた。2007年9月28日には、同じく宇宙飛行士のマイケル・マッカレーの後を継いで、同社のCEOになった。

## 名誉等
コヴィーは、ディフェンス・ディスティングシュドサービスメダル、ディフェンス・スーピアリアサービスメダル、5つの殊勲飛行十字章、16個のエア・メダル、メリトリアスサービスメダル、コメンデイション・メダル、National Intelligence Medal of Achievement、NASA Outstanding Leadership Medal、NASA Exceptional Service Medal、4つのNASA Space Flight Medal等を受章し、またジョンソン宇宙センター表彰、アメリカ航空宇宙学会の1988年度Haley Space Flight Award、アメリカ宇宙航行学会の1988年度Flight Achievement Award等を受賞した。空軍士官学校では優秀卒業生として卒業し、アメリカ空軍テストパイロット学校の74Bクラスでも卒業の際にLiethen-Tittle Awardを受賞した。パーデュー大学でも宇宙航行工学科優秀卒業生である。また、アーカンソー航空歴史協会の「アーカンソー航空の殿堂」にも選ばれている。